# OBAM
OBAM is in Nederland een bekend, groot en langst beursgenoteerde beleggingsfonds dat wereldwijd in aandelen van beurgenoteerde bedrijven belegt. Met beleid ligt de focus op het investeren in kwalitatief hoogwaardige en uniek gepositioneerde bedrijfsmodellen, actief binnen bovengemiddeld groeiende bedrijfstakken/trends wereldwijd. Het fonds heeft als doel het beste rendement voor de klanten te behalen, tegen een aanvaardbaar beleggingsrisico en op een duurzame manier.

## Geschiedenis
Het fonds is ontstaan in de jaren dertig van de twintigste eeuw. Franse nonnenkloosters vreesden voor confiscatie van hun vermogen door de Franse overheid. Om hun vermogen veilig stellen werd het kapitaal ondergebracht in een nieuw opgericht fonds in Nederland. Het werd officieel opgericht op 20 november 1936 en kreeg de naam Onderlinge Beleggings en Administratie Maatschappij, kortweg OBAM. Het beheer werd gevoerd door de firma Beels & Co., De Clercq R. Boon Hartsinck. Elk jaar werd er verslag uitgebracht in het klooster bij moeder overste. Door dit verleden is het een van de oudste beleggingsfondsen van Europa.

### Beursnotering
Na de Tweede Wereldoorlog was de politieke situatie veranderd en de noodzaak komen te vervallen voor de nonnenkloosters om het vermogen in Nederland aan te houden. Door de wederopbouw wilden de nonnen het opgebouwde kapitaal terughalen. Om praktische redenen werd gekozen voor een beursnotering van het OBAM NV fonds op de Amsterdamse effectenbeurs, met toezicht door een vaste Raad van Commissarissen (RvC).

### Overnames
De fondsbeheerders Beels & Co werden overgenomen door de bank R. Mees & Zoonen, dat op haar beurt in 1962 fuseerde tot Bank Mees & Hope. Deze bank ging op in MeesPierson, dat in 1997 door ABN AMRO werd verkocht aan Fortis.
In 1998 werd de naam van OBAM veranderd in Fortis OBAM. Als gevolg van de overname van de beleggingsfondsen van Fortis door BNP Paribas veranderde de naam in BNP Paribas OBAM NV. Op 1 juli 2020 werd het fonds verzelfstandigd, waarmee de naam veranderde naar OBAM N.V. Het beleggingsteam ging daarbij over naar OBAM Investment Management, een nieuw opgerichte asset manager dat het beheer voert over OBAM NV.

## Beleggingsbeleid
Het beleggingsbeleid van OBAM kenmerkt zich door één eindverantwoordelijke fondsbeheerder. Daarbij wordt de fondsbeheerder bijgestaan door een team van portfoliomanagers en een onafhankelijke RvC. Van 1989 tot 2010 was Rolf Stout de fondsbeheerder. Met name in de jaren na 2003 - 2010 lag de nadruk op beleggen in meer cyclische sectoren en de opkomst van ontwikkelingslanden die in hoge mate profiteren van een aantrekkende wereldeconomie. Hierna volgde tijdens de Europese bankencrisis een kortere periode van Peter Ranty als beheerder.
Sinds januari 2013 is Sander Zondag als Chief Investment Officer (CIO) aangesteld als hoofdbeheerder van OBAM. Vanaf 2013 zijn door de beheerder onder meer verdere team aanpassingen doorgevoerd en heeft Zondag het beleggingsfilosofie/proces verscherpt naar een meer geconcentreerde, gediversifieerde kwaliteit/groei beleggingsstijl.
Vóór 1 januari 2013 was de MSCI World Gross Return (GR) de benchmark van het OBAM fonds. Met ingang van 1 november 2014 is gezien het ruime beleggingsmandaat deze benchmark gewijzigd naar MSCI All Country World Net Return (NR), de meest brede wereldwijde benchmark waaronder ook alle emerging markets ondernemingen vallen.

## Resultaten
OBAM heeft een fondsvermogen van ongeveer 0,9 miljard euro. Het is een geconcentreerde portefeuille met beleggingen in 45 bedrijven per 31 december 2024. Van het vermogen was 57,2% belegd in Noord-Amerika en 26,3% in Europa. Maximaal 4,9% was belegd in minder ontwikkelde landen. De sector waarin het meeste geld was belegd was informatietechnologie en het fonds had geen posities in vastgoed, nutsbedrijven en energie. Het ontbreken van olie- en gasbedrijven verklaard voor een belangrijk deel de positieve ESG score, afgemeten naar de uitstoot van koolstofdioxide per hoeveelheid geïnvesteerd kapitaal.
In de tabel hieronder staan de beleggingsresultaten van het fonds versus de benchmark en enkele risicomaatstaven. De laatste zijn berekend over de voorgaande 36 maanden. In 2020 en 2021 deed het fonds het beter dan de benchmark, maar in de daaropvolgende drie jaren bleef het fonds fors achter. Het belegt in aandelen die in het algemeen bewegelijker zijn dan het gemiddelde van de benchmark, de Beta is groter dan 1. De negatieve Alpha en informatieratio in 2022, 2023 en 2024 geven aan dat het fonds is gestraft, een negatief rendement op het genomen risico.
| Jaar | Fondsomvang (× miljoen) | Rendement fonds | Idem benchmark | Relatieve performance | Beta | Alpha | Informatie- ratio |
| ---- | ----------------------- | --------------- | -------------- | --------------------- | ---- | ----- | ----------------- |
| 2020 | € 1043                  | 8,8%            | 6,7%           | 2,1%                  | 1,05 | 2,4%  | 1,03              |
| 2021 | € 1234                  | 29,0%           | 27,5%          | 1,5%                  | 1,03 | 3,9%  | 1,53              |
| 2022 | € 928                   | −19,2%          | −13,0%         | −6,2%                 | 1,07 | −1,9% | −0,36             |
| 2023 | € 907                   | 14,6%           | 18,1%          | −3,5%                 | 1,18 | −5,0% | −0,72             |
| 2024 | € 919                   | 17,1%           | 25,3%          | −8,3%                 | 1,14 | −7,3% | −1,30             |